# Unique Heritage Media
Pour les articles homonymes, voir Unique.
Unique Heritage Media est l'un des premiers groupe de médias jeunesse français, fondé par Emmanuel Mounier en 2014 avec l'acquisition de la maison d'édition jeunesse Quelle Histoire. La présidence est confiée à Emmanuel Mounier. Son siège se trouve à Paris et l'essentiel de son activité est situé 141 boulevard Ney dans le 18e arrondissement de Paris.

## Histoire
Unique Heritage Media fondé par Emmanuel Mounier en 2014 avec l'acquisition de la maison d'édition jeunesse Quelle Histoire. L'année suivante, Unique Heritage Media rachète Fleurus Presse (Abricot, Pirouette, National Geographic Kids, Histoires vraies, Le Monde des ados, Tout Comprendre Junior, etc.) à la Financière de Loisirs et au fonds d'investissement OpenGate Capital et installe son activité à la Villa de Lourcine à Paris.
En 2016, le groupe fait l'acquisition de la start-up Pili Pop Labs spécialisée dans l'enseignement des langues étrangères aux enfants. Il annonce la création de son activité publicité (commercialisée sous la marque Unique Heritage Media), régie intégrée assurant la commercialisation des espaces publicitaires de l'intégralité des magazines de Fleurus Presse, mais aussi les catalogues Panini Kids et Panini Comics.
Le 28 juin 2019, Unique Heritage Media annonce être entré en négociations exclusives avec le groupe Lagardère et avec The Walt Disney Company afin de racheter Disney Hachette Presse (DHP), le groupe de presse qui publie notamment Picsou Magazine et Le Journal de Mickey,,. L'opération est finalisée le 1er octobre 2019, DHP devient Unique Heritage Entertainment (Disney Magazines).
Le 10 mai 2021, Unique Heritage Media annonce le lancement prochain d’un nouveau magazine : Epsiloon. La rédaction souhaite réinventer le magazine d’actualité scientifique du XXIe siècle. Une campagne de crowdfunding est lancée sur Ulule pour accompagner le projet.
En octobre 2021, Emmanuel Mounier devient l'unique actionnaire du groupe par le biais de sa société d'investissement Education Wizards.
En octobre 2023, la société publie le n°397 de Mickey Parade Géant, dernier numéro de la série commencée en 1966.
En janvier 2025, Unique Heritage Media acquiert l'éditeurs de magazines pour enfants Mini Mondes.

## Filiales
- Quelle Histoire « Pour que l'Histoire devienne un jeu d'enfants » est une maison d'édition jeunesse fondée en 2011, acquise en 2014.
- Fleurus Presse « Fournisseur de curiosité depuis 1929 » : le premier éditeur de presse éducative, acquis en 2015.
- Pili Pop Labs, une plateforme numérique d'apprentissage des langues (anglais, espagnol, bientôt français), acquise en 2016[12].
- Unique Heritage Editions « Pour apprendre en s'amusant » : nouvelle maison d'édition jeunesse, aux contenus innovants, inventifs et ludiques, fondée en 2016[13].
- Disney Magazines (Unique Heritage Entertainment, ex. Disney Hachette Presse) « Parce que rire fait aussi grandir » éditeur de presse sous licence Disney, acquis en 2019.
- Epsiloon « Le nouveau magazine d'actualité scientifique », créé en 2021.